# Jobbágyi
Jobbágyi é um município da Hungria, situado no condado de Nógrád. Tem 17,84 km² de área e sua população em 2015 foi estimada em 2.087 habitantes.